# ボーグを脱げ!
ボーグを脱げ!（ぼーぐをぬげ!）は、クロムモリブデンが2005年8月と9月に上演した舞台作品である。なお、2011年現在、再演はされておらず、今後もその予定はない。

## 作品概要
性犯罪者には、剣道の面を強制的に被らせて再犯を防ぐ法律が施行されている近未来。性犯罪者は善いことを定期的に行うことにより、その面を取り外してもらえると信じられている。
一方、街ではたたいてかぶってジャンケンポンゲームが大流行。大人たちはハリセンとなぜか剣道の面でこのゲームに興じている。
しかしまたもう一方、子供たちは性犯罪者から守られるために、大人たちが発信器を取り付けたランドセルを背負わされる。それは監視という名の虐待だった。

## 出演
- 森下亮
- 金澤涼恵
- 板倉チヒロ
- 重実百合
- 信国輝彦
- 遠山浩司
- 浅田百合子（エビス堂大交響楽団・当時）
- 板橋薔薇之助（ニットキャップシアター・当時）
- 倉田大輔（国民デパリ）

## スタッフ
作・演出
青木秀樹
音響
笠木健司
照明
Ingrid Smith
美術
ステファニー（劇光族）
衣裳
赤穂美咲
演出助手
大沢秋生（ニュートラル）
舞台監督
塚本修
宣伝美術
indigoworks
宣伝写真
シカタコウキ
制作
床田光世
金澤裕
野崎恵

## 上演日時・上演劇場
東京公演2005年8月10日〜14日（劇場MOMO）
大阪公演2005年9月9日〜13日（HEP HALL）

## 映像化
本作の舞台映像をDVD化したものが、『猿の惑星は地球』（2006年）『マトリョーシカ地獄』（2007年）の公演会場で販売された。販売されたもののうち、一部のロットには不良品があった。

## 補足
出演者である浅田百合子はこの公演直後、当時所属していたエビス堂大交響楽団を退団し、以降2008年現在に至るまで主だった演劇活動を行っておらず、事実上の彼女の引退公演となった。